# 加沙种族灭绝的认定
截止2024年8月，已有巴西、伊朗、马来西亚、巴基斯坦、巴勒斯坦、沙特阿拉伯、南非、土耳其等30余国认定，在以色列—哈马斯战争中，以色列的行动已构成种族灭绝。也有法国、德国、匈牙利、以色列、英国和美国对此进行否认。

## 世界领导人和政府

就以色列—哈马斯战争中，对以色列的种族灭绝指控，各国政府发表的立场声明
支持
反对
不清楚
支持南非诉以色列案即将作出的裁决
无数据

| 国家         | 承认种族灭绝 | 声明 | 参考资料             |
| ------------ | ------------ | --- | -------------------- |
| 阿富汗       | 是           | 外交部谴责以色列的种族灭绝行为。 | [ 1 ] [ 2 ]          |
| 阿尔及利亚   | 是           | 总统阿卜杜勒-马吉德·特本在联合国大会发表演讲时问道：“对于正在发生的种族灭绝，全球的良知丢到哪去了？” | [ 3 ]                |
|              | 是           | 外交部称以色列正在对巴勒斯坦人进行种族灭绝。 | [ 4 ]                |
| 比利时       | 即将作出     | 比利时承诺支持国际法院对南非诉以色列案的裁决。 | [ 5 ]                |
| 玻利维亚     | 是           | 总统卢乔·阿尔塞在X上发文表示，他同意巴西总统卢拉的看法：“关于正在对勇敢的巴勒斯坦人民实施种族灭绝的真相”。 | [ 6 ]                |
| 巴西         | 是           | 总统卢拉谴责以色列的种族灭绝行动，他说：“加沙地带巴勒斯坦人民正在遭遇的事情，在历史上从未发生过。事实上，它已经发生过：当希特勒决定屠杀犹太人的时候。”                                                                                        | [ 7 ] [ 8 ] [ 9 ]    |
| 加拿大       | 即将作出     | 总理贾斯汀·特鲁多和外交部长梅拉妮·乔利既不支持也不反对南非对以色列的指控。乔利表示，她将“密切关注”此案，加拿大全球事务部承诺遵守法庭所做的任何裁决。                                                                                          | [ 10 ]               |
| 哥伦比亚     | 是           | 总统古斯塔沃·佩特罗在X上用西班牙语发推称：“这叫种族灭绝，他们这样做是为了将巴勒斯坦人赶出加沙并占领加沙。实施这场种族灭绝的国家元首是反人类罪犯。他们的盟友不能谈论民主。”在面粉大屠杀后，2024年2月29日佩特罗宣布，该国将停止进口以色列武器。 | [ 11 ] [ 12 ] [ 13 ] |
| 古巴         | 是           | 2024年3月31日，古巴共产党第一书记兼国家主席米格尔·迪亚斯-卡内尔表示：“古巴要求立即停止种族灭绝”。 | [ 14 ]               |
|              | 是           | 总统伊斯梅尔·奥马尔·盖莱表示，巴勒斯坦人在战争期间遭受了种族灭绝。 | [ 15 ]               |
| 法國         | 否           | 外交部长斯特凡纳·塞茹尔内反对了种族灭绝指控，他说：“指控犹太国家种族灭绝已经跨过了道德门槛。” | [ 16 ] [ 17 ]        |
| 德国         | 否           | 政府发言人斯特芬·赫贝斯特雷特反对了种族灭绝指控。 | [ 18 ]               |
|              | 是           | 总统伊尔凡·阿里称以色列的行动“无异于种族灭绝”。 | [ 19 ]               |
| 匈牙利       | 否           | 外交部长西雅尔多·彼得称种族灭绝指控是“无稽之谈”。 | [ 20 ]               |
| 伊朗         | 是           | 外交部长侯赛因·阿米尔-阿卜杜拉希扬谴责以色列的种族灭绝行为。 | [ 21 ]               |
| 愛爾蘭       | 即将作出     | 外交部长米哈尔·马丁表示：“是否发生种族灭绝应由法庭裁定。” | [ 22 ]               |
| 以色列       | 否           | 以色列否认种族灭绝指控。 | [ 23 ]               |
| 约旦         | 是           | 外交部长艾曼·萨法迪表示，以色列的行动符合种族灭绝的法律定义。 | [ 24 ]               |
|              | 是           | 2024年3月18日，吉尔吉斯斯坦政府呼吁以色列和美国停止在加沙的“疯狂和种族灭绝”。 | [ 25 ]               |
| 黎巴嫩       | 是           | 总理纳吉布·米卡提对“正在发生的针对巴勒斯坦人的种族灭绝”表示担忧。 | [ 26 ]               |
| 利比亞       | 是           | 2024年5月，利比亚就南非诉以色列种族灭绝案发表介入声明，因为利比亚认为以色列正在进行种族灭绝。 | [ 27 ]               |
| 马来西亚     | 是           | 总理安瓦尔·易卜拉欣谴责以色列的种族灭绝行动，并称美国是帮凶。 | [ 28 ]               |
| 毛里塔尼亚   | 是           | 毛里塔尼亚政府谴责以色列的行动，并呼吁国际社会“立即强行制止巴勒斯坦人民所遭受的种族灭绝”。 | [ 29 ]               |
| 纳米比亚     | 是           | 2024年1月，总统哈格·根哥布称以色列在加沙的行动是“种族灭绝的，令人毛骨悚然”，并严厉批评德国在南非诉以色列案中支持以色列的决定，称德国“无法从其可怕的历史中吸取教训”，包括德属西南非洲的赫雷罗人和纳马人大屠杀。                                | [ 30 ]               |
| 尼加拉瓜     | 是           | 尼加拉瓜谴责以色列的种族灭绝，并指责德国与以色列交换武器是帮凶。 | [ 31 ]               |
| 阿曼         | 是           | 外交部谴责以色列的种族灭绝行动。 | [ 32 ]               |
| 巴基斯坦     | 是           | 外交部长贾利勒·阿巴斯·吉拉尼谴责以色列的种族灭绝行动。 | [ 33 ]               |
| 巴勒斯坦     | 是           | 总统马哈茂德·阿巴斯谴责以色列的种族灭绝行动。巴勒斯坦驻联合国大使利雅得·曼苏尔说，以色列轰炸和围困加沙“完全是种族灭绝”。 | [ 34 ] [ 35 ]        |
|              | 是           | 外交部呼吁联合国安理会“采取紧急行动，阻止以色列占领军攻占拉法并在拉法实施种族灭绝”。 | [ 36 ]               |
| 沙烏地阿拉伯 | 是           | 外交部谴责“以色列战争机器持续对巴勒斯坦人进行种族灭绝性屠杀”。 | [ 37 ]               |
| 塞内加尔     | 是           | 总理奥斯曼·松科谴责以色列的种族灭绝行动，并指责其它国家是帮凶。 | [ 38 ]               |
|              | 是           | 外交部敦促“迅速采取行动制止以色列对加沙的种族灭绝”。 | [ 39 ]               |
| 南非         | 是           | 总统西里尔·拉马福萨表示：“巴勒斯坦人死亡的原因不仅仅是轰炸和地面袭击，还包括疾病和饥饿，这一事实表明需要保护该团体生存的权利”。 | [ 40 ]               |
| 西班牙       | 即将作出     | 外交部长何塞·曼努埃尔·阿尔瓦雷斯表示：“这是否种族灭绝，将由法院决定，西班牙当然会支持其决定。” | [ 41 ]               |
| 叙利亚       | 是           | 总统巴沙尔·阿萨德谴责以色列的种族灭绝行动。 | [ 42 ]               |
| 突尼西亞     | 是           | 外交部要求以色列于2024年5月结束“种族灭绝战争”。 | [ 43 ]               |
| 土耳其       | 是           | 总统雷杰普·塔伊普·埃尔多安谴责以色列“相当于种族灭绝”的行动。2024年2月9日，土耳其外交部长哈坎·菲丹表示，国际社会对以色列加沙行动的沉默是“种族灭绝共谋行为”。                                                                                   | [ 44 ] [ 45 ]        |
| 英国         | 否           | 外交部驳斥了对以色列的种族灭绝指控。 | [ 46 ]               |
| 美国         | 否           | 国务卿安东尼·布林肯驳斥了种族灭绝指控，称其“毫无根据”。 | [ 47 ]               |
| 梵蒂冈       | 可能         | 2023年11月，教宗方济各演讲的几名见证者表示，他称以色列的行动是种族灭绝，但梵蒂冈发言人否认了这一点。 | [ 48 ]               |
| 委內瑞拉     | 是           | 总统尼古拉斯·马杜罗谴责以色列的种族灭绝行动。 | [ 49 ]               |
| 葉門         | 是           | 外交部谴责以色列的“战争罪和种族灭绝”行动。 | [ 50 ]               |

2024年2月17日，非洲联盟主席穆萨·法基表示：“加沙正在被彻底摧毁，加沙人民被剥夺了一切权利。我们谴责以色列的行动，这是人类历史上史无前例的。”
2024年3月，欧盟最高外交官何塞普·博雷利告诉美国国务卿：“加沙人民今天的生存岌岌可危”。
3月26日，巴基斯坦驻伊合组织代表表示，以色列希望“巴勒斯坦问题得到最终解决，这一点显而易见，以军像秃鹫一样包围了拉法，其对土地的贪婪掠夺仍在继续”。2024年5月，伊斯兰合作组织呼吁成员国停止向以色列“出口武器弹药，以免被以军用来实施在加沙的种族灭绝罪行”。

## 公务员和民选代表
2024年2月2日，据报道，包括许多高级官员在内的800多名美国、英国和欧盟的公务员签署了一封公开信，批评其政府对以色列的“公共、外交和军事支持”是“没有实际条件或责任的”，并警告称其政府对加沙的政策“正在助长对国际法的严重违反及战争罪，甚至是种族清洗或种族灭绝”。
2024年4月5日，伊丽莎白·沃伦成为第一位“公开表示对加沙的袭击将在法律上被裁定为种族灭绝”的美国参议员。（美国是以色列最亲密的军事盟友。）据其办公室称，沃伦表达的是法律分析，而不是其个人观点。美国众议员伊尔汗·奥马尔表示，她担心美国政府及其公民“将成为种族灭绝的帮凶”。2024年5月，参议员法蒂玛·佩曼成为澳大利亚工党第一位将以色列的行动称为种族灭绝的成员，她说：“这是一场种族灭绝，我们必须停止假装它不是。”

## 非政府组织和政府间组织
以色列开始对哈马斯采取军事行动后，种族灭绝观察和莱姆金种族灭绝预防研究所均发表声明，警告种族灭绝风险迫在眉睫。12月，莱姆金研究所表示，它认为以色列的持续行动是种族灭绝。
2023年11月1日，国际儿童保护组织（DCI）指责美国是以色列“种族灭绝罪”的帮凶。2024年3月11日，DCI谈到加沙的饥荒时指出：“儿童挨饿是种族灭绝的标志，是以色列在拜登政府的支持下有意做出的政治选择”。三个巴勒斯坦人权组织，正义、梅赞人权中心和巴勒斯坦人权中心，向国际刑事法院（ICC）提起诉讼，敦促其调查以色列的种族隔离和种族灭绝行为，并对以色列领导人发出逮捕令。在纪念土地日的声明中，阿拉伯议会联盟写道，以色列的“目标是摧毁整个民族的身份”。
2023年12月13日，国际人权联盟表示，以色列正在加沙展开的行动构成了种族灭绝。2024年2月9日，在以色列宣布对拉法发动军事攻势之前，国际特赦组织负责人阿涅斯·卡拉马尔写道：“国际特赦组织重申，加沙的巴勒斯坦人正面临严重的种族灭绝风险。国际社会有义务采取行动来防止种族灭绝。”3月26日，卡拉马尔表示，国际社会“必须履行《种族灭绝公约》所规定的义务，采取具体措施保护今天在加沙的巴勒斯坦人”。
欧洲-地中海人权监测组织记录了以军执行处决的证据。该组织向国际刑事法院和联合国特别报告员提交了证据和文件。犹太和平之声表示：“以色列政府已向加沙人民宣战，种族灭绝战争。作为致力于未来巴勒斯坦人、以色列人和所有人能自由平等生活的组织，我们呼吁所有有良知的人，制止对巴勒斯坦人迫在眉睫的种族灭绝。”

## 联合国
2023年11月2日，一组联合国特别报告员写道：“我们仍然坚信，巴勒斯坦人民正面临种族灭绝的严重风险。”11月4日，联合国安全饮用水和卫生设施的人权问题特别报告员佩德罗·阿罗霍（Pedro Arrojo）表示，根据《罗马规约》第7条，“剥夺获得食物或药品的机会”被视为灭绝的形式之一，“即使没有明确的意图，数据也表明战争正在走向种族灭绝”。
11月16日，一组联合国专家表示，有证据表明对巴勒斯坦人“种族灭绝的煽动日益增多”。
2024年1月3日，《以色列时报》报道称，以色列政府正在与民主刚果政府，就接收加沙的巴勒斯坦难民进行谈判。联合国特别报告员巴拉克里希南·拉贾戈帕尔（Balakrishnan Rajagopal）在回应时表示：“强制转移加沙人口是一种种族灭绝行为。”
2024年5月，联合国暴力侵害妇女问题特别报告员雷姆·阿尔萨兰表示，巴勒斯坦妇女“正在经历一场全面的种族灭绝。她们正在被消灭。世界上很少有地方让我们看到过这样的事情。”联合国难民署适足住房问题特别报告员巴拉克里希南·拉贾戈帕尔（Balakrishnan Rajagopal）表示，以色列破坏加沙“也构成了种族灭绝行为，因为这种破坏的目的是使加沙人民无法居住，加沙各地的破坏率超过70—80%”。
2024年11月14日，联合国一个特别委员会指控以色列围困加沙、阻碍人道主义援助、针对性袭击以及杀害平民和救援人员的行为符合种族灭绝的特征。